# Powiat ostrołęcki

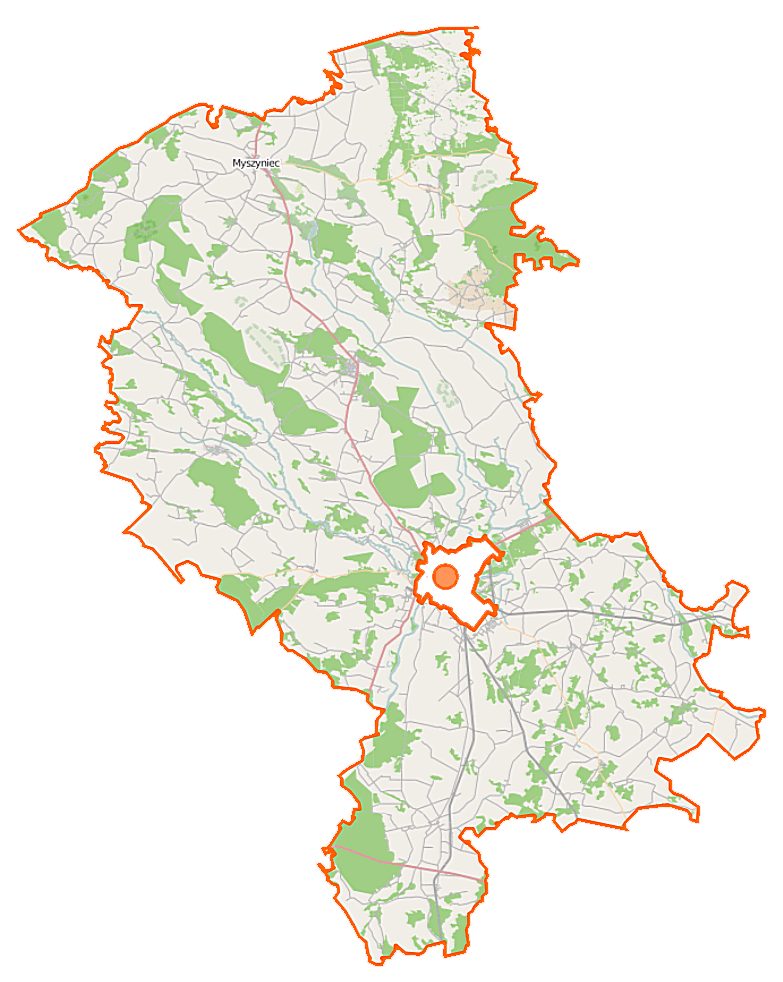
Mapa powiatu

Powiat ostrołęcki – powiat w Polsce (w północno-wschodniej części województwa mazowieckiego), utworzony w 1999 roku w ramach reformy administracyjnej. Jego siedzibą jest miasto Ostrołęka. W latach 1975–1998 powiat w całości leżał w województwie ostrołęckim.
W skład powiatu wchodzą:
- gminy miejsko-wiejskie: Myszyniec
- gminy wiejskie: Baranowo, Czarnia, Czerwin, Goworowo, Kadzidło, Lelis, Łyse, Olszewo-Borki, Rzekuń, Troszyn
- miasta: Myszyniec

Według danych z 30 czerwca 2020 roku powiat zamieszkiwały 88 624 osoby.

## Starostowie
III Rzeczpospolita
- I kadencja (1999–2002) – Stanisław Kubeł
- II kadencja (2002–2006) – Stanisław Kubeł
- III kadencja (2006–2010) – Stanisław Kubeł
- IV kadencja (2010–2014) – Stanisław Kubeł
- V kadencja (2014–2018) – Stanisław Kubeł
- VI kadencja (2018–2024) – Stanisław Kubeł
- VII kadencja (2024– ) – Piotr Liżewski[3]

## Przewodniczący rady powiatu
III Rzeczpospolita
- I kadencja (1999–2002) – Andrzej Niedźwiecki
- II kadencja (2002–2006) – Krzysztof Parzychowski
- III kadencja (2006–2010) – Krzysztof Parzychowski
- IV kadencja (2010–2014) – Stefan Prusik
- V kadencja (2014–2018) – Krzysztof Mróz
- VI kadencja (2018-2024) – Piotr Liżewski
- VII kadencja (2024– ) – Adam Białobrzeski

## Demografia

### W składzie II RP
Według spisu powszechnego z 1921 roku, powiat w ówczesnych granicach zamieszkiwało 73 836 osób, w tym 68 814 (93,2%) Polaków, 4957 (6,7%) Żydów, 56 (0,1%) Rosjan, 3 Francuzów, 2 Białorusinów, 1 Niemiec, 1 Rusin, 1 Grek i 1 Łotysz.

### Współcześnie

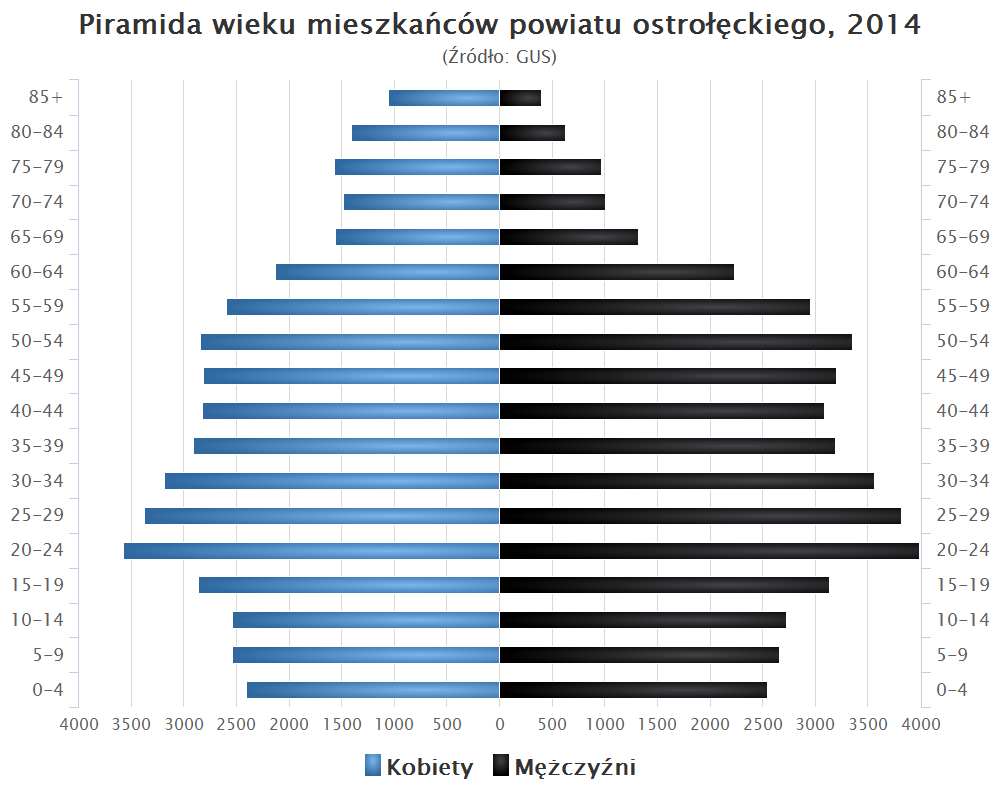
Piramida wieku mieszkańców powiatu ostrołęckiego w 2014 roku

Liczba ludności (dane z 30 czerwca 2005):
|        | Ogółem | Ogółem | Kobiety | Kobiety | Mężczyźni | Mężczyźni |
| osób   | %      | osób   | %       | osób    | %         |           |
| ------ | ------ | ------ | ------- | ------- | --------- | --------- |
| Ogółem | 84 185 | 100    | 41 365  | 49,14   | 42 820    | 50,86     |
| Miasto | 3046   | 3,62   | 1542    | 1,83    | 1504      | 1,79      |
| Wieś   | 81 139 | 96,38  | 39 823  | 47,30   | 41 316    | 49,08     |

▶Wieś vs ▶miasto
Ogółem (▶k, ▶m)
Miasto (▶k, ▶m)
Wieś (▶k, ▶m)

## Religia
Według spisu powszechnego z 1921 roku, 66 942 (90,7%) mieszkańców powiatu w ówczesnych granicach wyznawało rzymski katolicyzm, 6631 (9,0%) judaizm, 111 (0,2%) prawosławie, 79 (0,1%) protestantyzm, 71 mariawityzm, a 2 greko-katolicyzm.

## Historia

### Starostowie

#### I RP
1. Marcin zwany Kostro (12 maja 1415 –)[6]
2. Jan Bagiński (wymieniony 10 marca 1472)[6]
3. Mikołaj Wilga h. Bończa (wymieniony 8 lutego 1552 i w 1574)[6]
4. Andrzej Iłowski h. Prawdzic (wymieniony w 1580 do 1582)[6]
5. Hieronim Filipowski h. Pobóg (1 stycznia 1583–1587)[6]
6. Marcin Podgórski h. Dołęga (wymieniony 27 października 1589 do 1608)[6]
7. Krzysztof Gołkowski (1608 – 14 kwietnia 1620)[6]
8. Jan Krosnowski h. Junosza (25 maja 1620 – 11 września 1620)[6]
9. Andrzej Mniszech h. Mniszych (19 września 1620 – 5 stycznia 1632)[6]
10. Stanisław Duczymiński (19 grudnia 1646 –)[6]
11. Stefan Konstanty Piasoczyński h. Lis i Kazimierz Piasoczyński h. Lis (obaj wymienieni 28 listopada 1656; pierwszy do 4 czerwca 1660, drugi do 24 listopada 1659)[6]
12. Tobiasz Morsztyn (4 czerwca 1660 – po 5 grudnia 1664)[6]
13. Jan Koss h. Kos (18 grudnia 1664 – 15 lutego 1702)[6]
14. Jan Koss h. Kos s. Jana (8 kwietnia 1702 – 20 stycznia 1712)[6]
15. Michał Stefan Jodan h. Trąby (4 kwietnia 1718 – marzec 1739)[6]
16. Jan Małachowski h. Nałęcz (22 lutego 1739 – 25 czerwca 1762)[6]
17. Antoni Małachowski h. Nałęcz (27 października 1762 – 11 marca 1796)[6]

#### II RP
- Władysław Dunin Borkowski (-1923)[7]

## Sąsiednie powiaty
- Ostrołęka (miasto na prawach powiatu)
- powiat ostrowski
- powiat wyszkowski
- powiat makowski
- powiat przasnyski
- powiat szczycieński (warmińsko-mazurskie)
- powiat piski (warmińsko-mazurskie)
- powiat kolneński (podlaskie)
- powiat łomżyński (podlaskie)